# Caloptilia protiella
Caloptilia protiella là một loài bướm đêm thuộc họ Gracillariidae. Nó được tìm thấy ở Trung Quốc (Hồng Kông, Quảng Đông, Giang Tây và Hải Nam), Ấn Độ, Java, Nhật Bản (Kyūshū và quần đảo Ryukyu), Malaysia và Thái Lan.
Ấu trùng ăn Anacardium occidentale, Toxicodendron succedaneum, Toxicodendron sylvestre và Protium javanicum. Chúng có thể ăn lá nơi chúng làm tổ.